# National Salvation Front
Die National Salvation Front (NAS, dt.: „Nationale Errettungsfront“) ist eine Rebellengruppe im Südsudan unter Führung von Thomas Cirillo. Die Miliz kämpft seit März 2017 gegen die Regierung des Südsudan.

## Name
Gewöhnlich wird „NAS“ in Großbuchstaben geschrieben. Es soll kein Akronym sein, sondern eine Ableitung vom arabischen ناس‎ (nas), „Menschen“.

## Hintergrund
Die Gruppe ist die größte Gruppe, welche nach dem Ende des Bürgerkriegs im Südsudan 2013 bis 2018 noch immer unter Waffen steht. Die NAS operiert hauptsächlich in Equatoria. Ihr Ziel ist die Absetzung von Präsident, Salva Kiir Mayardit und Einführung von Föderalismus.
Am 25. November 2017 verkündete Major General Lawrence Amitayo Legge, der Kommandant der Sudanesischen Volksbefreiungsbewegung in Opposition (SPLM-IO) in Western Mundri, seinen Austritt aus der SPLM-IO. Er wolle sich mit seinen Offizieren der NAS unter der Führung von General Thomas Cirillo anschließen.
Die NAS gehörte nicht zu den Parteien, welche im Revitalised Agreement on the Resolution of the Conflict in the Republic of South Sudan eine Vereinbarung getroffen haben, und setzt Kämpfe fort obwohl es eine Waffenruhe gibt, die von den meisten anderen Gruppierungen eingehalten wird. Es gab jedoch eine kleinere Fraktion der NAS, welche sich von Cirillos Einheiten trennte und die Übereinkunft unterzeichnete.
Am 2. Februar 2019 verkündeten Soldaten der NAS, dass sie Einheiten der SSPDF aus dem Dorf Senema, in der Nähe der Grenze zur Demokratischen Republik Kongo, vertrieben hatten.

## Geschichte
Die „National Salvation Front“ wurde am 6. März 2017 durch Lt. Gen. Thomas Cirillo Swaka gegründet, ein Mitglied der Ethnie der Bari. Cirillo war damals stellvertretender Chief of Staff für Logistik der South Sudan People’s Defence Forces (SPLA). Er gab seinen Posten jedoch am 11. Februar 2017 auf, weil er unter der Führung von Präsident Salva Kiir Mayardit eine „tribalization“ (Tribalisierung) der Armee fürchtete. Am 9. März 2017 vereinigte sich die SSDM-Cobra Faction (South Sudan Democratic Movement) unter Khalid Butrous mit der NAS. Am 1. März 2018 schloss sich die NAS der South Sudan Opposition Alliance (SSOA) an.
Am 5. August 2018 erklärte sich Julius Tabule Daniel zum Interim Chairman (Übergangs-Vorsitzenden) der NAS. Dies führte wiederum zu einer Spaltung der Bewegung und Tabules Gruppe erklärte Khalid Butrous zu ihrem Anführer, während sie sich in NAS-KB umbenannte. Die NAS-KB unterzeichnete im September 2018 den Friedensvertrag der R-ARCSS, während die Hauptgruppe der NAS unter Cirillo weiterhin kämpfte. Eine weitere Gruppe, die so genannten Equatoria Non-Allied Forces (ENAF) unter Moses Yanga Yoana brach ebenfalls mit der NAS und unterzeichnete einen Friedensvertrag mit der Regierung im Februar 2019. Am 23. Oktober 2020 trat Lako Jada Kwajok, ein wichtiger Funktionär der NAS. Er begründete dies mit einer schwachen Führung und dem Fehlen einer klaren Vision. Er bildete am 30. November 2020 zusammen mit weiteren ehemaligen Mitglieder der NAS die Gruppierung Democratic Resistance Movement (DRM).
Am 24. September 2018 bildete die NAS zusammen mit Mitgliedern der SSOA, die nicht die R-ARCSS unterzeichnet hatten, die South Sudan National Democratic Alliance (SSNDA) unter Führung von Cirillo. Zwischen Dezember 2018 und März 2019 kam es zu großen Gefechten zwischen den Streitkräfte des Südsudan (SSPDF) und NAS im Gebiet des damaligen Yei River State, wobei etwa 15.000 Menschen zur Flucht gezwungen wurden. Am 30. August 2019 vereinigte sich die SSNDA mit anderen Rebellengruppen zur South Sudan Opposition Movements Alliance (SSOMA). Die SSOMA ging af Verhandlungen ein, die in Rom von der Gemeinschaft Sant’Egidio vermittelt wurden und unterzeichnete ein Waffenstillstandsabkommen am 12. Januar 2020. Während das Abkommen zunächst für Ruhe sorgte flammten die Konflikte zwischen NAS und SSPDF im Sommer 2020 wieder auf.

### Gefechte 2020
Am 19. August 2020 überfielen Einheiten der NAS in einem Hinterhalt einen Konvoi von Bodyguards von Vizepräsident James Wani Igga bei Lobonok, Central Equatoria. Dabei wurden sechs Männer getötet und zwei verwundet.
Am 9. November ließ sich Thomas Cirillos Fraktion der SSOMA, mit der National Salvation Front, während Gesprächen in Rom erneut zu einer Waffenruhe bewegen.
Doch noch am 10. November kam es zu einem Gefecht zwischen NAS und SSPDF in Lobonok. Die NAS gibt an, dass sie von der SSPDF angegriffen worden sei und dass NAS neun Soldaten der SSPDF getötet habe und mehrere Waffen erbeut habe, während zwei Soldaten der NAS getötet worden seien. Die SSPDF behauptete, dass sie von der NAS angegriffen worden sei. Zwei Soldaten der NAS und vier Zivilisten seien getötet worden. Dieser Zusammenstoß führte dazu, dass die SSOMA die Gespräche in Rom abbrach.

## Finanzierung und Ausrüstung
Die NAS erhält Mittel aus Goldsuche und Schutzgelderpressung von Goldsuchern bei Lobonok in Central Equatoria. Das Gold wird nach Uganda verkauft.
Waffen und Munition der NAS werden vor allem durch Hinterhalte gegenüber der SSPDF erbeutet und die verbreitetsten Waffen sind AK-47s (Kalaschnikow) und AKM (Автома́т Кала́шникова модернизи́рованный)-Gewehre.